# Oliarus panzeri
Oliarus panzeri är en insektsart som först beskrevs av Hugh Low 1883.  Oliarus panzeri ingår i släktet Oliarus och familjen kilstritar. Inga underarter finns listade i Catalogue of Life.